# 溝江長晴
溝江 長晴（みぞえ ながはる） は、安土桃山時代の武将・大名。通称は彦三郎。朝倉氏の旧臣であった溝江長氏の子。関ヶ原の戦いで西軍に属したため、戦後は改易されて浪人となり、江戸時代前期に彦根藩士となった。

## 生涯
慶長5年（1600年）4月8日、父の遺領越前国金津城1万773石を継ぐ。関ヶ原の戦い時には西軍に属して北国口を防備し、浅井畷の戦いに参加するが、本戦より前に丹羽長重とともに前田利長に降伏し、改易されて浪人となった。戦後は旧領復帰を目指し、井伊直政、安藤直次や脇坂安元などの諸大名に、江戸幕府へ取り計らってもらうよう懇願する書状を送っている。また、この間には「道悦」（どうえつ）を号し、京都や佐和山城下などに移住した。
元和2年（1616年）に彦根藩主井伊直孝の客分となって近江国坂田郡箕浦村（現在の米原市）に住み、寛永5年（1628年）に正式にその家臣となり500石を給せられ、彦根城下に移った。
正保3年（1646年）5月10日、死去。家督は嫡男の長保が家を継ぎ、弟の五兵衛に200石を分知して300石の知行となる。以後、溝江氏は彦根藩士として近代まで続いた。